# Cerro de las Mitras
El Cerro de las Mitras, también llamado “Sierra de las Mitras”, es una montaña y un área natural protegida estatal localizada en los municipios de Monterrey, San Pedro Garza García, Santa Catarina y García en el estado de Nuevo León, México. La montaña forma parte de la Sierra Madre Oriental. Su altitud es de 2,060 metros sobre el nivel del mar con una prominencia de 1,400 metros. Su aislamiento topográfico es alrededor de 14.48 km. La cresta tiene aproximadamente 21 km de largo con orientación de este a oeste, similar a otras de la zona como el Cerro de Chipinque, el Cerro de Santa Catarina y la Sierra de San Urbano. Debe su nombre a que sus picos forman un perfil semejante a una mitra episcopal.

## Características

### Hidrología
La hidrología superficial es escasa, hay algunos ojos de agua que se llenan en temporadas de lluvia. 
En la ladera Norte, las aguas de la parte Este escurren al arroyo “El Águila”; hoy canalizado en su totalidad, aguas abajo se junta con el arroyo “El Tajo” formando el arroyo “Topo Chico” y después se reúne con el río Pesquería, mientras que las del lado Oeste escurren hacia el “Canal Medular”, que luego se junta con el “Canal de Aztlán” y poco más de 1 km adelante se reúne también con el río Pesquería. 
En la ladera Sur, las aguas de la parte Oeste escurren hacia el arroyo “El Obispo”; que aguas abajo se junta con el Río Santa Catarina, las aguas de la parte Este escurren directamente al Río Santa Catarina.
La hidrología subterránea alimenta varios manantiales, en 1938 aún había manantiales al pie del Cerro de las Mitras, en el área de San Jerónimo. Actualmente se puede encontrar agua en la “Cueva del agua” y la mina “El ahorcado”. La mayoría de las minas en el cerro tuvieron problemas con las inundaciones.

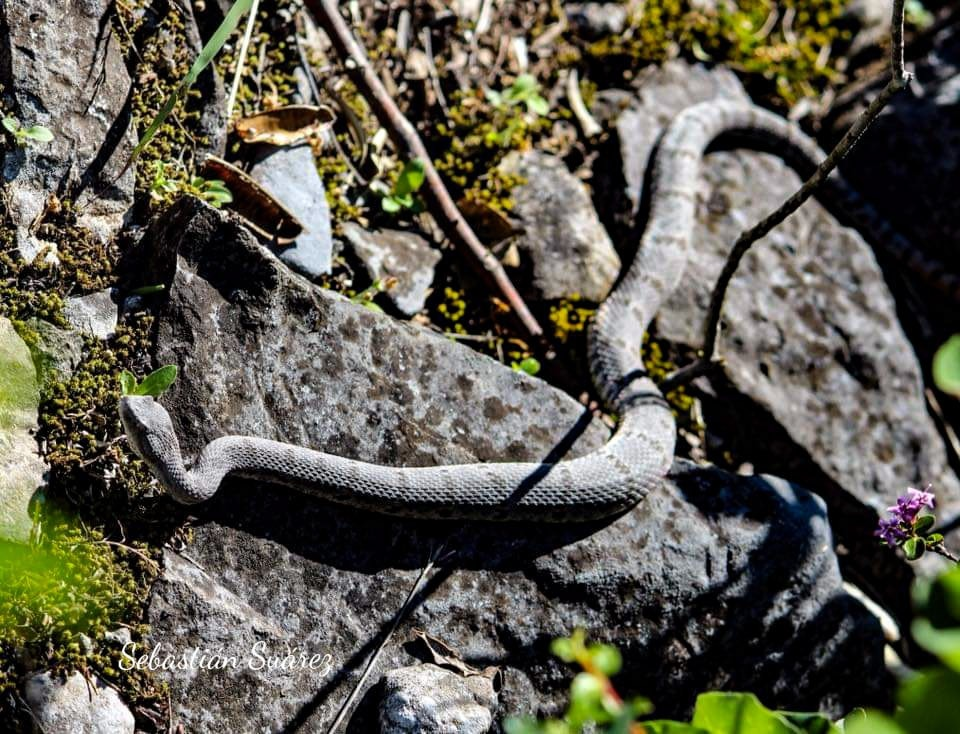
Cascabel de las rocas en el Cerro de las Mitras

## Flora y Fauna

### Flora
Los ecosistemas predominantes son Matorral Xerófilo, Bosque de Encino, Bosque de Encino-Pino y con los tipos de vegetación Matorral desértico rosetófilo, Matorral Submontano, Chaparral, Bosque de Encino y Bosque de Encino-Pino.

### Fauna[7]
- Coyote Canis latrans
- Zorra gris Urocyon cinereoargenteus
- Halcón cernícalo Falco sparverius
- Tortuga del desierto Gopherus berlandieri
- Cascabel de las rocas Crotalus lepidus.
- Patos Anas platyrhynchos domesticus
- Pecari de collar Dicotyles tajacu

## Incendios

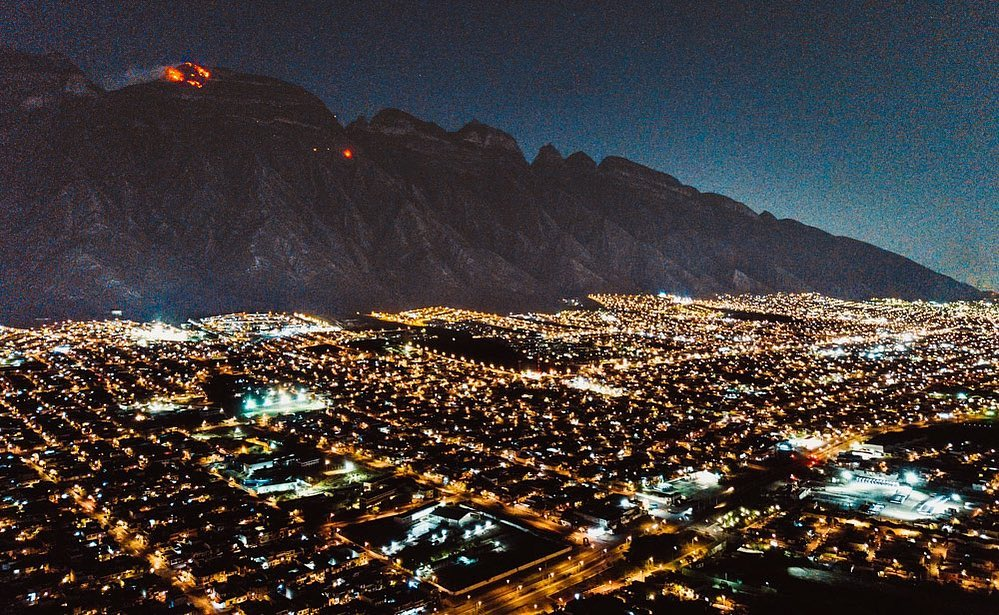
Incendio en el Cerro de las Mitras, abril de 2020

* El 31 de diciembre de 2007 se registró un incendio que afectó 6 hectáreas, fue sofocado el 2 de enero de 2008 mediante un helicóptero equipado con un balde de mil litros de agua con químicos retardantes de fuego y veinte combatientes por tierra.
- El 20 de marzo de 2010; se registró un incendio en la parte más alta, cerca de la colonia "San Pedro 400" situada en el lado sureste.
- El 7 de marzo de 2012; se incendió la parte más alta después de una tormenta eléctrica. Para sofocarlo participó un helicóptero de Protección Civil del Estado de Nuevo León.
- El 9 de junio de 2013; después de otra tormenta eléctrica, se registró un incendio que fue apagado por la lluvia de la misma tormenta.
- El 6 de enero de 2017; se incendió la parte media después de una tormenta y con ayuda del helicóptero de protección civil se sofocó el incendio.
- El 23 de abril de 2020; un rayo provocó un incendio en partes altas de la ladera sur, en el municipio de Santa Catarina. Protección Civil de Nuevo León controló el incendio con un helicóptero[8] y finalmente el 26 de abril la lluvia extinguió el incendio.

## Historia

### Primer registro
El primer registro documentado está en el acta de fundación de Monterrey, en la que se menciona dos veces la “Sierra de las Mitras”, aunque es probable que antes de 1596 se le conociera con ese nombre, que se le atribuye a Alberto del Canto.

### Minería de Plomo y Plata
A principios del siglo XVII se localizaron minerales de plata, y surgió la más antigua de todas las del Nuevo Reino de León: la Mina de San Antonio, situada en lo que hoy es San Pedro Garza García. En 1626, el entonces Gobernador del Nuevo Reino de León don Martín de Zavala, acudió a las minas del Cerro de las Mitras para inspeccionar las vetas. Posteriormente surgieron otras minas como “La Voladora”, “La Luz”, “La Virgen de Guadalupe” y la “Azteca”. El difícil acceso, las inundaciones, los accidentes y los ataques de tribus indígenas dificultaban la minería. Principalmente extraían mineral de plata, plomo y hierro.

### Mina La Voladora
En 1647 Diego de Montemayor, nieto del fundador de Monterrey, participó en el descubrimiento de una mina en el Cerro de las Mitras. La bautizaron como La Voladora.
El complejo minero “Mina La Voladora y Anexas” está ubicado en la ladera norte del Cerro de las Mitras. Según los registros encontrados; el periodo de explotación del complejo fue aproximadamente de 1900 a 1918, aparece en el registro histórico en 1900 como parte de la Compañía Metalúrgica de Torreón con 40 empleados, se extraía plomo y plata, con una producción de 1,840,000 kg antes de beneficiar. El mineral era acarreado en ferrocarril hasta la Compañía Metalúrgica de Torreón para su procesamiento.
Para 1904 producía plomo, plata y hierro, con una producción de 22,400,000 kg por un valor de 168,000 pesos, con 250 obreros. Para el periodo 1906-1907, aparece como la mina con mayor cantidad de accidentes entre seis empresas mineras; y para 1919 figura en una lista de minas abandonadas, en 1920 la Compañía Metalúrgica de Torreón fue absorbida por Peñoles.
Se conservan tres fotografías no fechadas del complejo minero tomadas por Jesús R. Sandoval; fotógrafo que abrió su estudio en 1896.

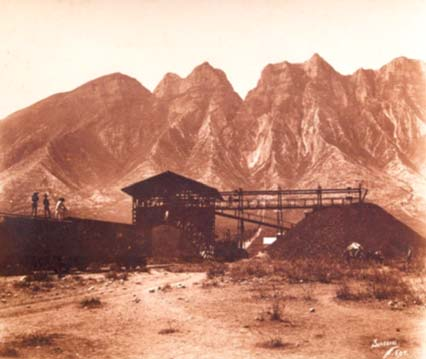
Foto 1. Tomada aproximadamente desde lo que hoy es la avenida Paseo de los Leones, se aprecia el escurrimiento de material residual
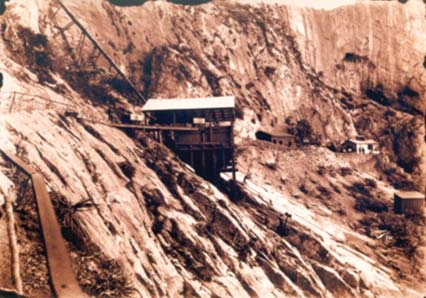
Foto 2. Edificio afuera de La Voladora en lo que actualmente se conoce como “El Paso de las Bicicletas”
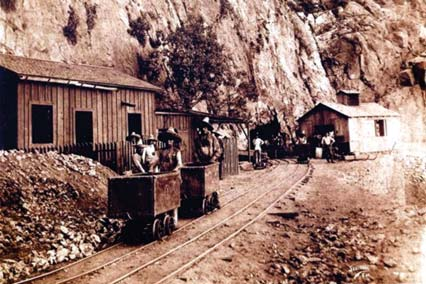
Foto 3. Una de las entradas al túnel que conduce a las cañadas al poniente de La Voladora

Los caminos para llegar a las minas son veredas que en algunos tramos se fueron reforzados con piedra, y en algunas partes se usaron explosivos. La cañada en la que está la vereda que llega a La Voladora es la más dañada por la explotación de las minas y tiene al menos tres minas más y otras estructuras, por esta cañada se acarreaban el mineral en góndolas suspendidas en cables desde La Voladora hasta los vagones del ferrocarril a unos 600 m s. n. m. Dos cañadas al poniente de la cañada de la voladora hay un camino con aproximadamente 4 km de longitud que llega hasta El Nivel.
El camino conocido como “El Nivel” es una vereda prácticamente sin desnivel que empieza en La Voladora a unos 1570 m s. n. m., conecta varias cañadas rodeando o atravesando los espolones mediante túneles (Foto 3), aún hay algunos restos de vía por donde circulaban los vagones desde las minas hasta la construcción ubicada afuera de La Voladora (Foto 2), donde las góndolas eran bajadas por cable a las instalaciones al pie de la montaña (Foto 1).
Alrededor de La Voladora casi no hay coníferas, posiblemente se usaron pinos como material de construcción en las minas y encinos como durmientes. Las escasas áreas de coníferas cercanas se ubican arriba o abajo de la mina, o sobre el espolón que el túnel atraviesa; estos lugares son de difícil acceso. Al alejarse del complejo minero hacia el poniente, abundan las coníferas a la misma altitud que la mina.

### Declaratoria como ANP
El 24 de noviembre del 2000, el entonces Gobernador Fernando de Jesús Canales Clariond público en el Periódico Oficial del Estado de Nuevo León, la declaratoria de veintitrés áreas naturales protegidas (ANPs), con el objetivo de preservar y restaurar la calidad del medio ambiente en el estado de Nuevo León. Una de las ANPs declaradas fue Sierra las Mitras. Según el texto de la declaración:
20. SIERRA LAS MITRAS (3,474.22 Ha)
En la Provincia Sierra Madre Oriental, Sierras y Llanuras Coahuilenses. Altitud: 800-2,100 msnm. Clima semicálido. Subhúmedo con lluvias en verano y 400-600 mm de precipitación. La vegetación predominante es mixta, con matorral desértico rosetófilo, matorral submontano, chaparral, bosque de encino. Fauna característica: coyote Canis latrans, zorra gris Urocyon cinereoargenteus, halcón cernícalo Falco sparverius, tortuga del desierto Xerobates berlandieri y cascabel de las rocas Crotalus lepidus.

### Narcocueva
El viernes 14 de agosto de 2009, elementos de la Agencia Estatal de Investigaciones encontraron una “narcocueva” en el Cerro de las Mitras donde los delincuentes presuntamente “cocinaban cuerpos”. En el interior de la cueva las autoridades encontraron manchas de sangre, ropa, restos óseos, restos grasosos, casquillos y un tambo con sustancias químicas. El sitio se ubica en el municipio de Santa Catarina, a unos 500 metros de la colonia San Pedro 400.

### Recorrido de cabo a rabo
Entre los montañistas de la región hacer “El Cerro de las Mitras de cabo a rabo” significa recorrer la cresta de la montaña del extremo poniente al extremo oriente, llegando a los 15 picos; las 7 brujas, los 7 picos principales y uno más en el lado oriente. El recorrido tiene una longitud de 28 km y 3,500 metros de desnivel. Se tiene registro que cinco grupos han logrado esta hazaña:
- En 2005, siete integrantes del Club Trepacerros, Oscar Araujo, Leonardo Zamora (fugaz), Sergio Fernández, Gloria Colunga, Enrique Sandoval, Joaquin Cisneros, Axayacatl Maqueda en 47 horas.
- Juan Enrique Zúñiga, Rogelio Stille y Juanita Villarreal en 24 horas.
- Chuy “Rambo” Castillo, Edith Garza, Mauricio Garza y Carlos Campo, en 29 horas hasta la cumbre 14.
- El 25 de febrero de 2018, Arturo Anaya y Víctor Guevara, en 20 horas 45 minutos.[21]

- El 17 de mayo de 2020, Antonio Flores, junto a su tío, Tony Leal.
- 12 de julio de 2020 Josue Fabian Cadena en solitario, con un tiempo de 15 horas 48 minutos

- 12 de diciembre de 2020 José Rodríguez Ortiz junto con Iván Castillon en 18:54 hrs

- El 19 de febrero de 2021, equipo Experiencia y Aventura, Javier Flores, Libia Marcela Rentería- Colombiana, Lydia Muñoz, Eduardo García. en un tiempo de 33 horas 14 cumbres.
- 26 de marzo de 2021 Primer equipo femenil. Reto Mujer Montaña, Libia Marcela Rentería colombiana, Mónica De Martino, Fátima Canales. en un tiempo de 28 horas 15 cumbres.
- 13 de junio de 2021 José Agustín Sifuentes Luna (Sick Jacken) en solitario, con un tiempo de 10 horas 28 minutos.[22]

- 20 de junio de 2021 Claudia Arlette García Aragón guiada por José Agustín Sifuentes Luna (Sick Jaken) con un tiempo de 15 horas 59 minutos.[23]

- 6 de enero de 2024 Patrick Scheel, Alfonso García (Flaco) y Sofia Aguilar, Trepacerros y Montañeros Coahuila, 21 horas
- 8 de marzo del 2024 - Sofia Aguilar Marin, 1er solo femenil, modalidad autosuficiencia. 19 hras 57min, 15 cumbres Trepacerros

## Deportes de Montaña
El Cerro de las Mitras destaca por ser propicio para una variedad de deportes de montaña incluyendo montañismo, escalada, espeleísmo y senderismo, se cree que hay potencial de desarrollar aún más rutas. El Cerro de las Mitras es una de las montañas que comprenden la Trilogía de Montañas de Monterrey, junto al Cerro de la Silla y el Cerro de Chipinque.

### Montañismo
Los 7 picos principales; de oeste a este, son:
- Cuauhtémoc, 2,069[26] m s. n. m., es la cima, YDS clase 4
- Piñón, 1,959 m s. n. m.,[27] YDS clase 5
- Pirámide, 2,019 m s. n. m.,[28] YDS clase 5 artificial
- Perico, 2,035 m s. n. m., YDS clase 5 artificial
- Piloto, 1,953 m s. n. m.,[29] YDS clase 5 artificial
- Lobos, 1,880 m s. n. m.,[30] YDS clase 4
- Alfa; también llamado Apache, 1,890 m s. n. m., YDS clase 3

Hay muchos picos por debajo de los 7 principales, al oeste el Cuauhtémoc hay 7 picos conocidos como “Las Siete Brujas”, al oriente del Alfa está el Pico del Agua o Azul aproximadamente a 1,450 m s. n. m.; en los espolones de la ladera norte hay algunos picos, uno de los cuales es llamado “Piquín”. (25°43′00″N 100°24′59″O / 25.7165508, -100.4164264)  Al poniente; después del libramiento noreste, hay una loma llamada “Los Anillos”, que es un estribo del Cerro de las Mitras. Algunos consideran que el Cerro del Obispado es un estribo del Cerro de las Mitras.

#### Espeleismo
En las minas y cuevas se pueden hacer recorridos como “Ruta del Minero”, “Punto y Guion” y la “Cueva de los Cristales”. Hay más cuevas y minas que son de difícil acceso y escape, o no han sido exploradas.

## Actividades económicas
En la montaña hay varias pedreras dedicadas a la extracción de piedra caliza para producir concreto y otros materiales para la construcción; y cal para la industria siderúrgica, actividad que ha sido reiteradamente denunciada por el daño que causa al ecosistema del ANP y a la calidad del aire en la zona metropolitana de Monterrey.

## Galería

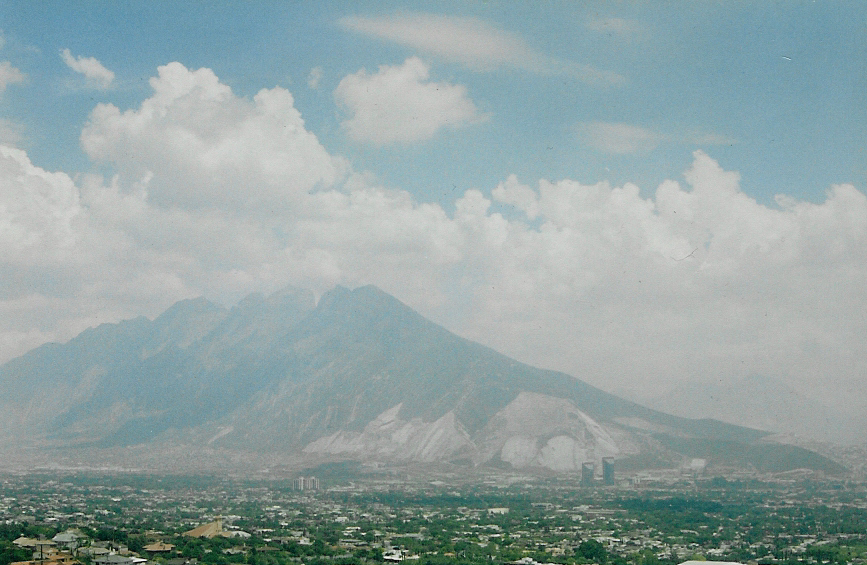
El Cerro de las Mitras visto desde el Cerro de Chipinque
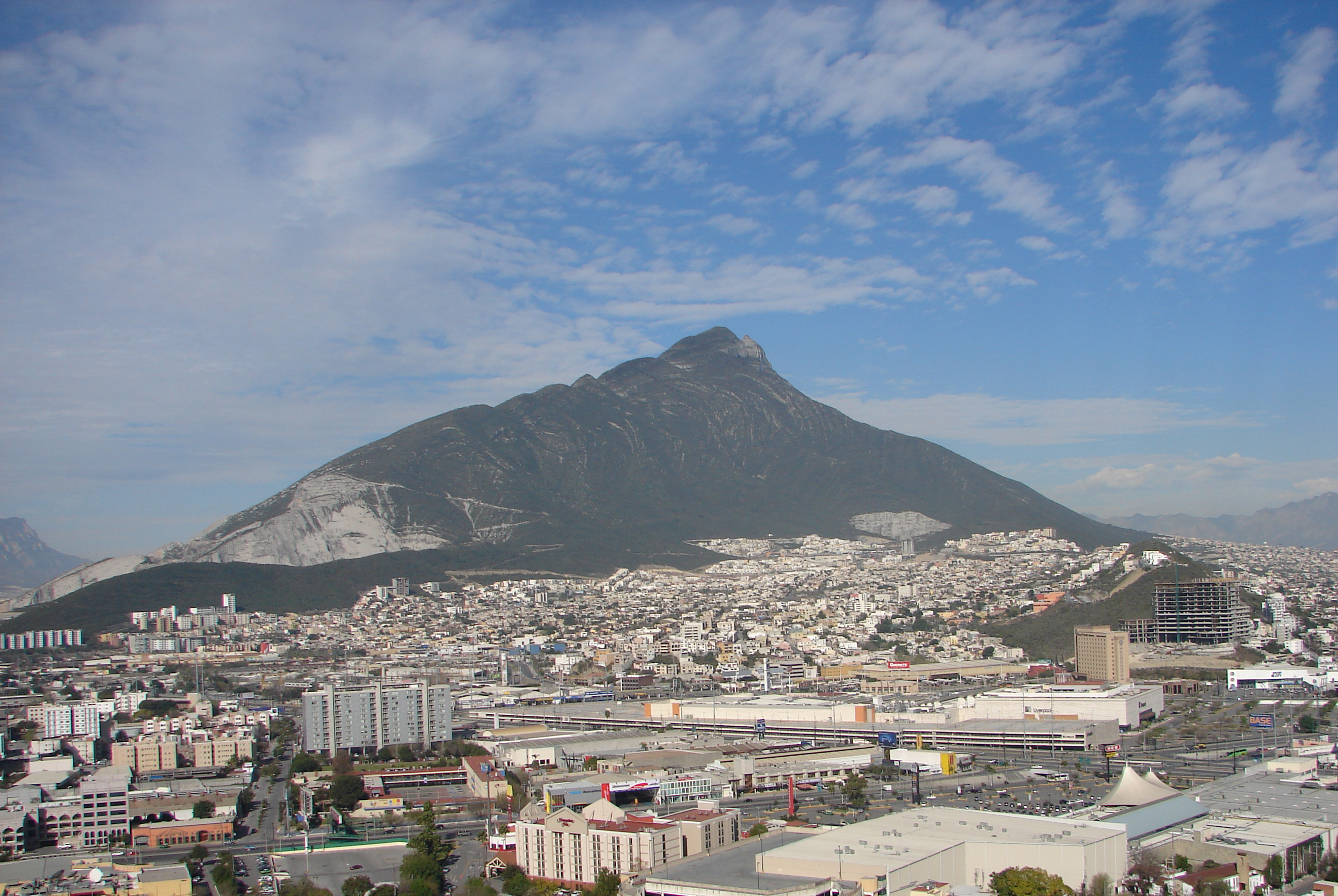
El Cerro de las Mitras visto desde el Cerro del Obispado
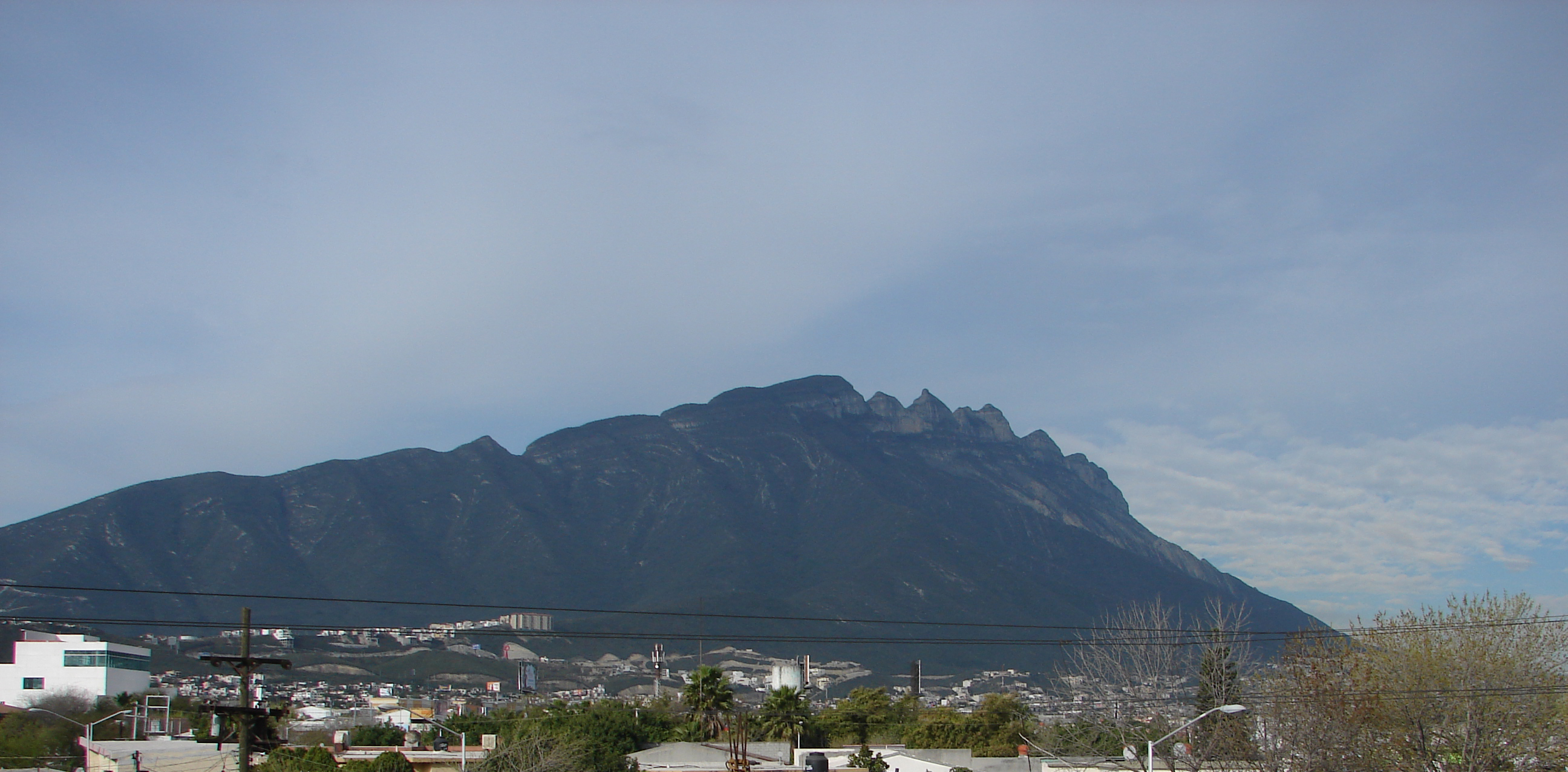
Cerro de las Mitras en 2006
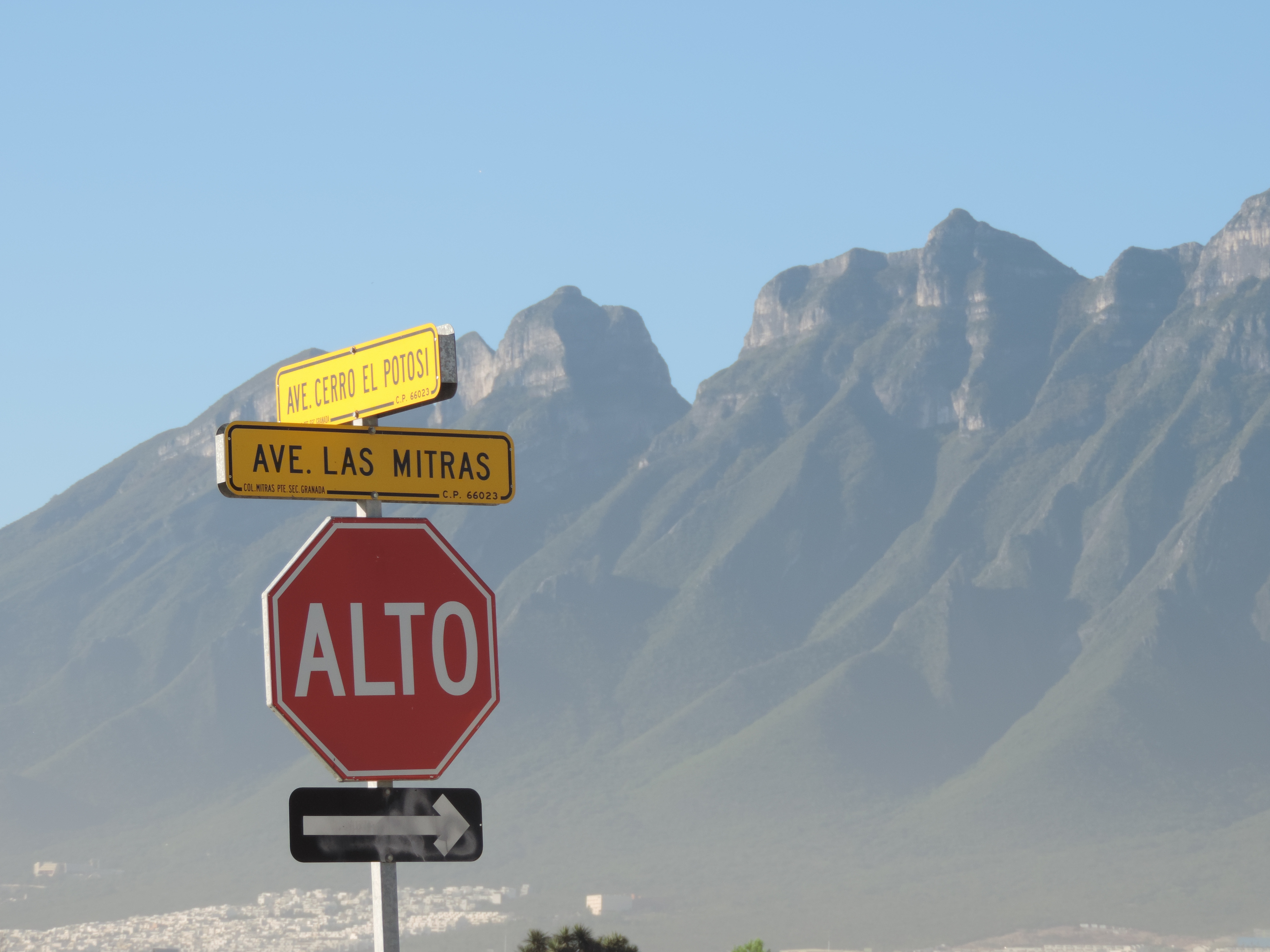
El Cerro de las Mitras da su nombre a varias calles en la Zona metropolitana de Monterrey
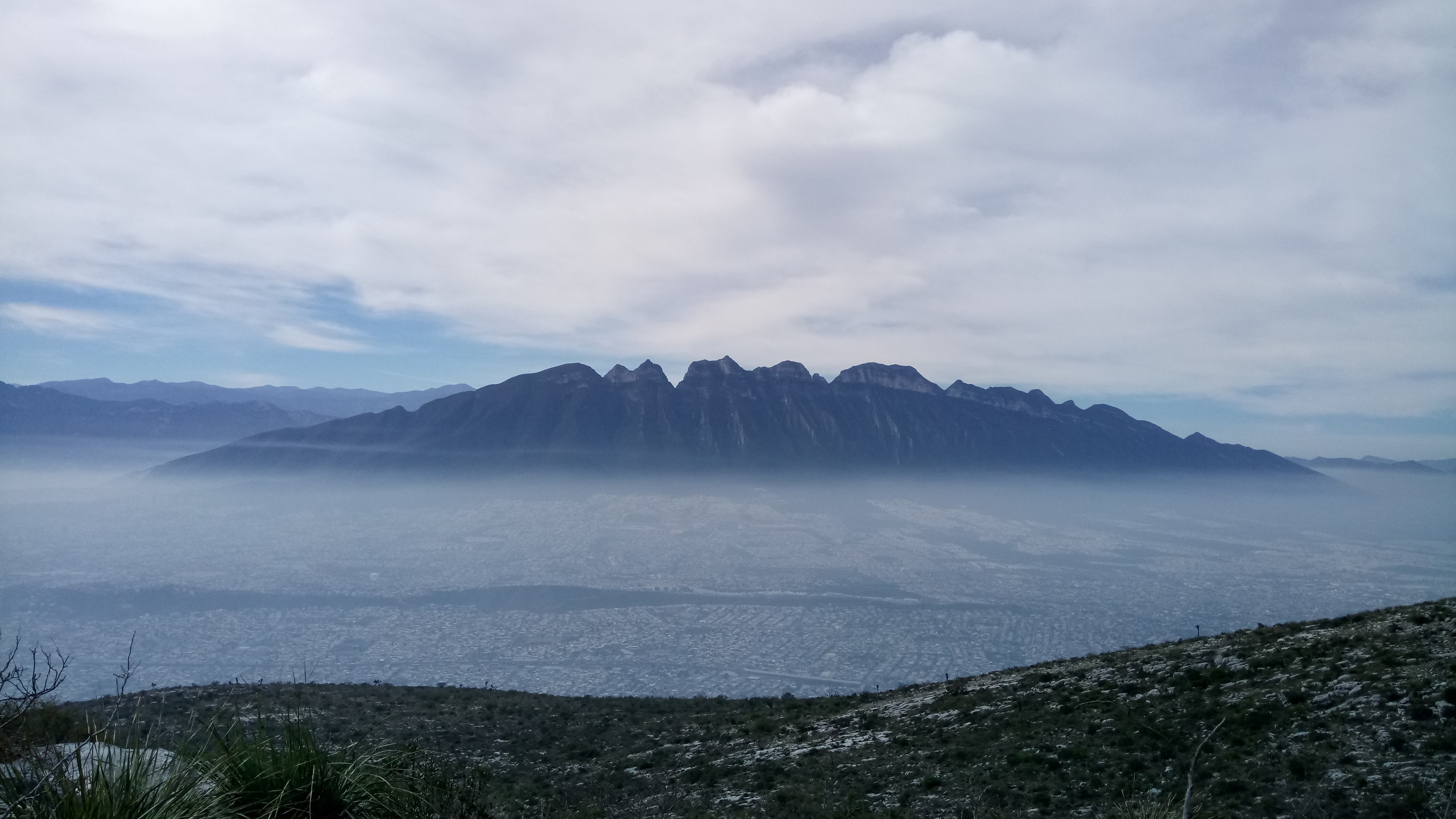
El Cerro de las Mitras desde el Cerro del Topo Chico
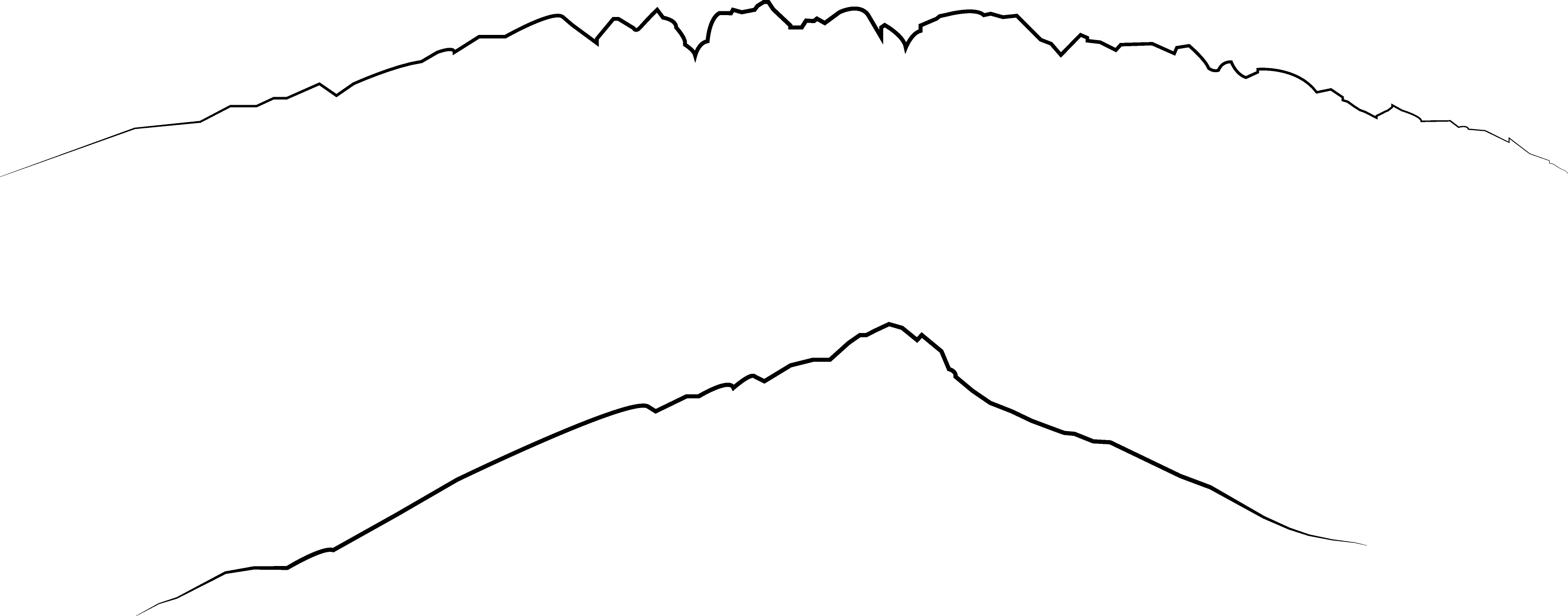
Silueta que Identifica al cerro de las mitras.